# 傑里米·亞伯特
傑里米·亞伯特（英語：Jeremy Abbott；1985年6月5日—）是一位美國花樣滑冰運動員。他兩次獲得四大洲花樣滑冰錦標賽的銅牌（2007年和2011年），並且四次獲得美國全國冠軍（2009、2010、2012、2014）。他在兩歲時就開始練花樣滑冰。